# Winona (Kansas)

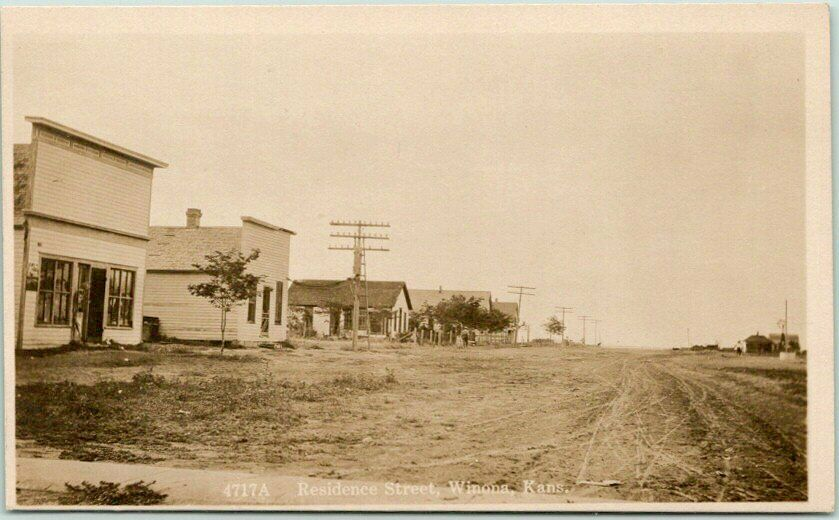
Winona vue en 1911

Pour les articles homonymes, voir Winona (homonymie).
La ville de Winona est située dans le comté de Logan, dans l’État du Kansas, aux États-Unis. Sa population s’élevait à 162 habitants lors du recensement de 2010, estimée à 166 habitants en 2016.

## Source
- (en) Cet article est partiellement ou en totalité issu de l’article de Wikipédia en anglais intitulé « Winona, Kansas » (voir la liste des auteurs).